# Passagem Glogovo

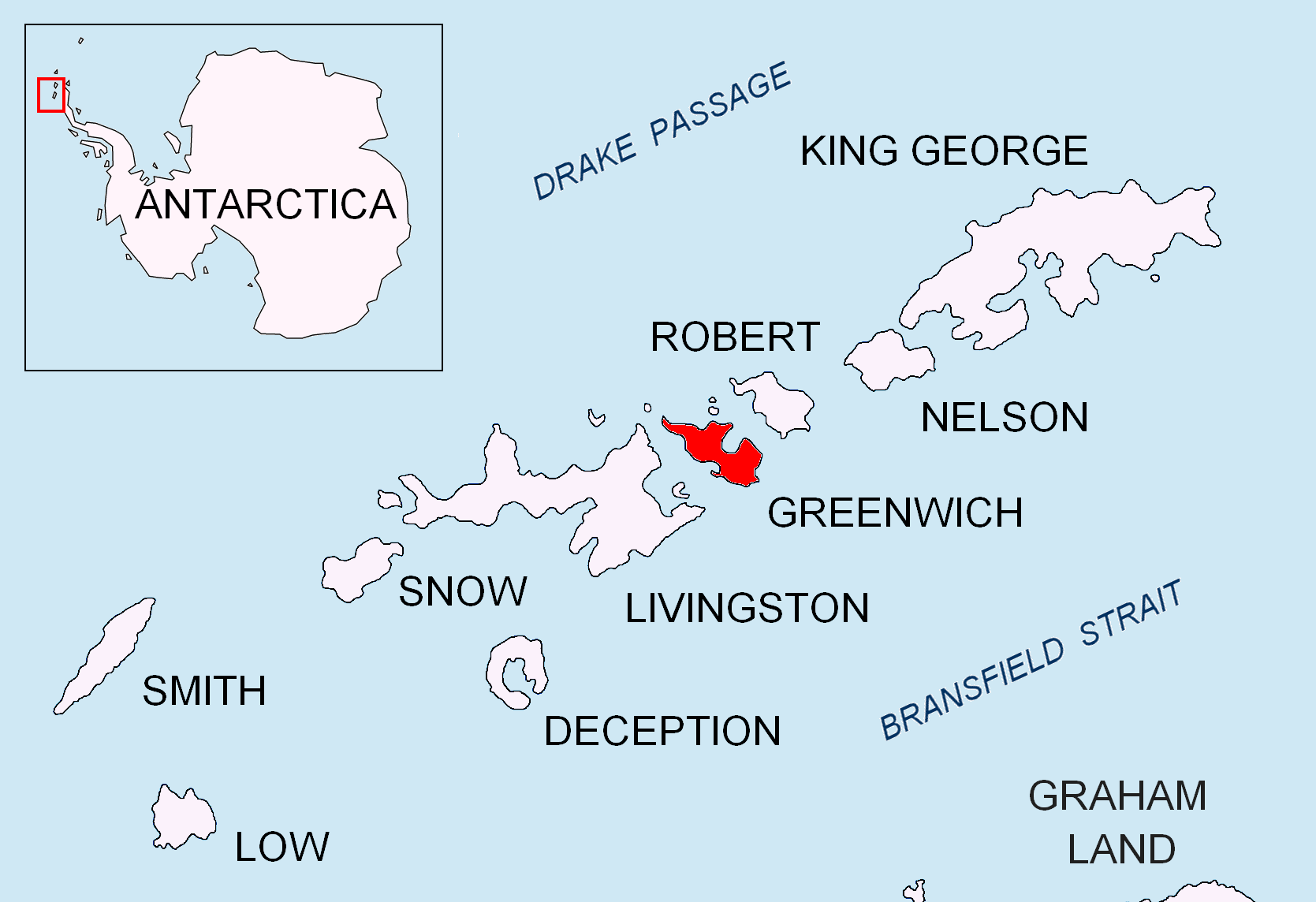
Localização da Ilha Greenwich nas Ilhas Chetland do Sul.

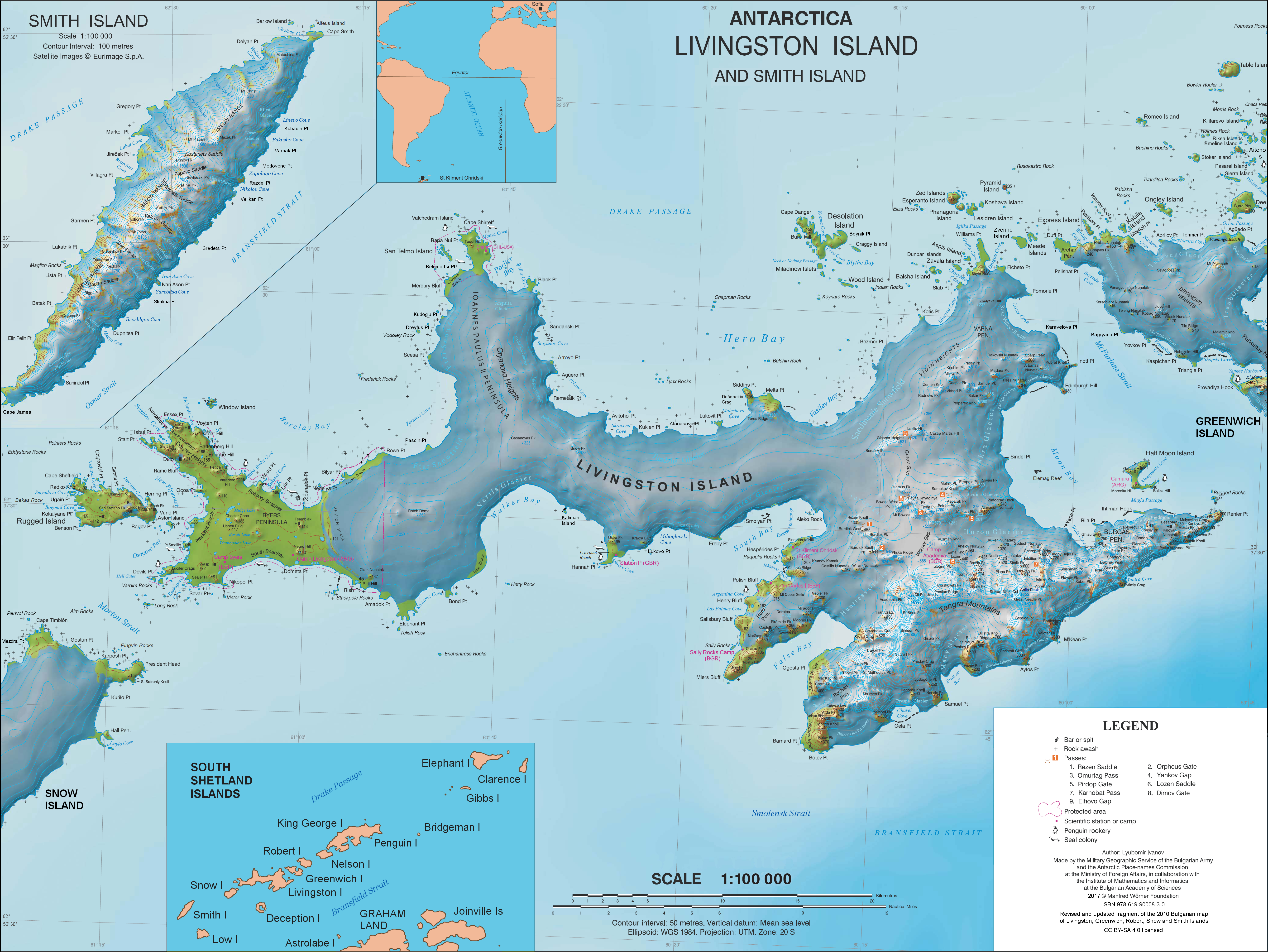
Mapa topográfico da ilha de Livinston e ilhas Smith.

Passagem de Glogovo ( em búlgaro:  проток Глогово    , 'Protok Glogovo' \ 'pro-tok' glo-go-vo \) é a passagem de 110 metros de largura entre a Ilha verino no oeste-sudoeste e a Ilha Cova no leste-nordeste do grupo Meade na Península de Archar, noroeste extremidade da ilha de Greenwich, nas ilhas Shetland do Sul .
A passagem recebeu o nome do assentamento de Glogovo no norte da Bulgária.

## Localização
Glogovo passagem está localizada no 62° 27′ 00″ S, 60° 03′ 59″ O   . Mapeamento britânico em 1968 e mapeamento búlgaro em 2009.

## Mapas
- Ilha Livingston para Ilha Rei George. Escala 1: 200000. Carta náutica do Almirantado 1776. Taunton: Escritório Hidrográfico do Reino Unido, 1968.
- LL Ivanov. Antártica: Ilhas Livinston e Greenwich, Robert, Snow e Smith . Escala 1: 120000 mapa topográfico. Troyan: Fundação Manfred Wörner, 2009. ISBN 978-954-92032-6-4    (Segunda edição 2010, ISBN 978-954-92032-9-5    )
- Banco de dados digital antártico (ADD). Escala 1: 250000 mapa topográfico da Antártica. Comitê Científico de Pesquisa Antártica (SCAR). Desde 1993, regularmente atualizado e atualizado.